# 익선관

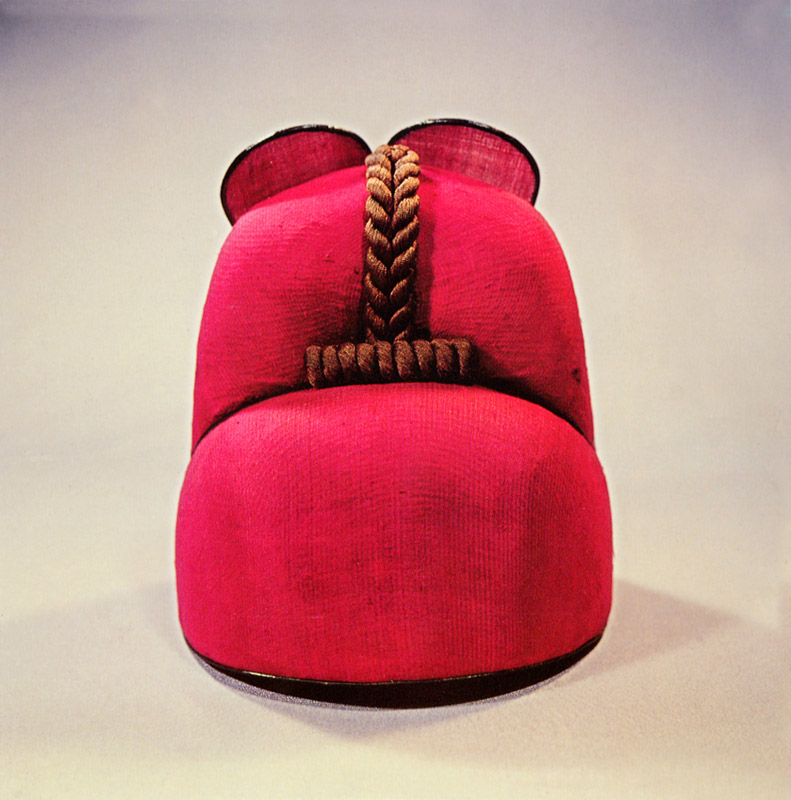
전(傳) 고종 익선관

익선관(翼蟬冠)은 복두(幞頭)에서 유래한 관모의 일종으로 명나라, 조선, 대한제국의 황제·황태자·친왕이 평상복인 곤룡포와 함께 착용한 관이다.

## 역사
익선관은 조선시대 왕의 상복인 곤룡포를 입을 때 쓰는 관이다. 이 유물은 영친왕의 익선관으로 모체(帽體)가 2단으로 되어 앞쪽보다 뒤쪽이 높은 형태이다. 가죽과 말총에 옻칠을 하여 모체를 만든 뒤, 그 위에 진한 감색 사(紗)를 배접하여 제작하였다. 가죽에는 군데군데 통풍구가 뚫려있으나 위에 배접된 직물에 의해 겉에서는 보이지 않는다. 익선(翼善)은 모체 뒤쪽에 달려있는 매미날개 모양의 소각(小角)을 말한다. 익선은 안쪽에 높이 10cm의 날개를 붙이고 그 위에 높이 15cm의 날개를 이중으로 덧붙여 제작하였다. 모체의 중앙부에는 진한 감색 비단실[絹絲]을 굵게 꼬아 두 줄로 장식되었다. 내부 뒷면에는 보라색 견사로 꼬은 끈에 직경 약 2cm의 대모가 달려있다.

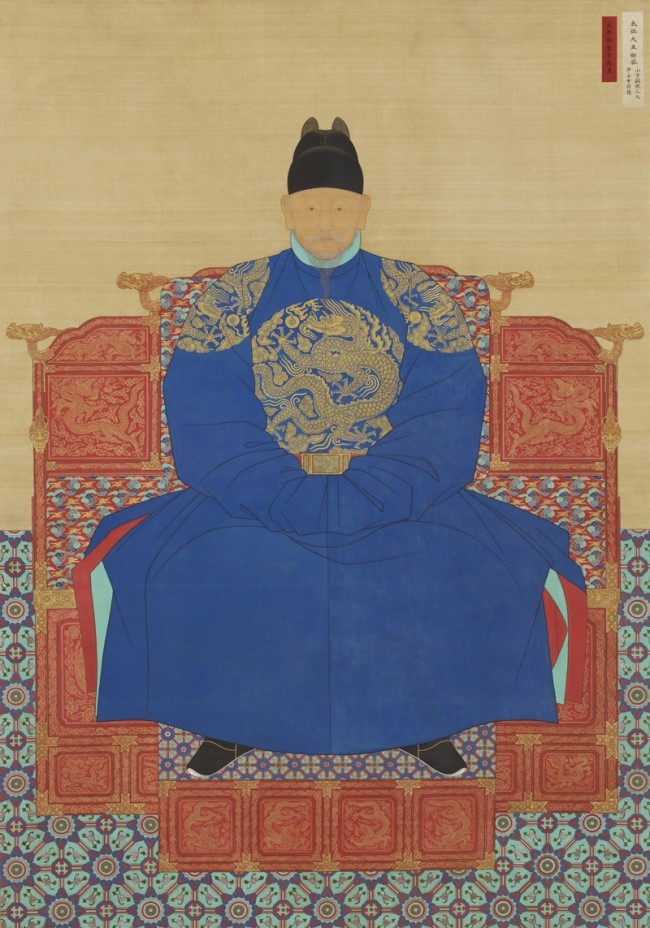
조선 태조 이성계의 청룡포와 익선관

## 같이 보기
- 전(傳) 고종 익선관 - 국가민속문화재 제44호